# No Wow
No Wow è il secondo album discografico della band anglo-statunitense The Kills, pubblicato nel febbraio 2005 dalla Domino Records.

## Il disco
L'album è stato registrato in Inghilterra tra maggio e giugno 2004 e prodotto dagli stessi Kills.
Il primo singolo estratto è stato Love Is a Deserter, seguito da The Good Ones, che ha avuto più successo del precedente.
Per quanto riguarda la critica, il disco è stato recensito positivamente da quasi tutti i siti e le riviste dedicate: per AllMusic merita 4/5 stelline; da Pitchfork viene attribuito il voto 8,3/10.
L'edizione europea del disco è accompagnata da un secondo CD contenente nove remix e sei tracce aggiuntive.
Riguardo alle vendite, il disco si è classificato al 56º posto della Official Albums Chart, al 22° della French Albums Chart ed ha avuto un discreto successo anche il Belgio e Stati Uniti.

## Tracce
1. No Wow/Telephone Radio Germany - 4:47
2. Love Is a Deserter - 3:48
3. Dead Road 7 - 3:23
4. The Good Ones - 3:29
5. I Hate the Way You Love - 3:37
6. I Hate the Way You Love, Pt. 2 - 1:46
7. At the Back of the Shell - 2:27
8. Sweet Cloud - 5:06
9. Rodeo Town - 4:24
10. Murdermile - 4:25
11. Ticket Man - 2:49

European Bonus Disc
1. The Good Ones (The Jagz Kooner Remix) - 8:25
2. The Good Ones (Tiga Remix) - 7:12
3. The Good Ones (Backstage Sluts Double Drop Mix) - 6:03
4. Love is a Deserter (Cavemen Remix) - 2:52
5. Love is a Deserter (Simian Mobile Disco Mix) - 5:39
6. Love is a Deserter (Phones 'Cardiac Unrest' Remix) - 4:35
7. No Wow (MSTRKRFT Remix) - 4:23
8. No Wow (Chicken Lips Remix) - 5:43
9. No Wow (Test Icicles Remix) - 3:10
10. Run Home Slow - 4:11
11. Baby's Eyes - 4:08
12. Passion Is Accurate - 3:31
13. Magazine - 2:03
14. The Void - 2:56
15. Half of Us - 3:56

## Formazione
The Kills
- Jamie "Hotel" Hince
- Alison "VV" Mosshart